# Hilde Levi
Hilde Levi (Frankfurt, 9 de maig de 1909– Copenhagen, 26 de juliol de 2003) va ser una física alemanya-danesa. Va ser una pionera de l'ús d'isòtops radioactius en biologia i medicina, en particular en les tècniques de datació amb radiocarboni i autorradiografia. Més tard es va convertir en historiadora científica i va publicar una biografia de George de Hevesy, Premi Nobel de Química de 1943, amb qui havia treballat.

## Primers anys
Hilde Levi era filla d'Adolf Levi, director de vendes d'una empresa de metall, i de la seva dona, Clara Reis, filla d'un impressor. Hilde tenia un germà gran, Edwin. Era una música brillant que va aprendre a tocar el piano des de ben jove. Durant els estius, a la casa d'estiueig dels seus cosins a Baviera, escoltava actuacions de músics com Elisabeth Schumann i Richard Strauss.
Encara que era jueva, la família no practicava la religió, i no formava part de la comunitat, però quan es va inscriure a l'escola Victoria (ara l'escola Bettina) de Frankfurt, sí que hi figurava com a jueva. L'ensenyament religiós era obligatori, per la qual cosa va haver d'assistir a classes amb un rabí local. Però aviat es va rebel·lar contra això i va dir als seus pares que no volia assistir a les classes. Va arribar a rebutjar la religió formal.
Mentre estava a l'escola secundària, Levi va decidir que seria científica. El seu darrer any es va dedicar a un projecte de física sobre espectres i fotografia, que va resultar decisiu per a la seva orientació professional. Va ser l'única noia de la seva classe que es va especialitzar en física aquell any. Després de graduar-se l'abril de 1928, el seu pare la va enviar a Anglaterra durant sis mesos per aprendre anglès. Va ingressar a la Universitat de Munic el 1929, on va assistir a les conferències d'Arnold Sommerfeld. Per al seu doctorat, va ser acceptada a l'Institut Kaiser Wilhelm de Química Física i Electroquímica de Berlín-Dahlem, on va fer la tesi sobre l'espectre dels halogenurs de metalls alcalins, sota la supervisió de Peter Pringsheim i Fritz Haber.

## Període nazi
Quan Levi es va doctorar el 1934, el Partit Nazi havia estat elegit per governar Alemanya. Els seus supervisors s'havien exiliat i ja no es permetia contractar jueus per a ocupar càrrecs acadèmics. La branca danesa de la Federació Internacional de Dones Universitàries va ajudar Levi a trobar una plaça a l'Institut Niels Bohr de Física Teòrica de la Universitat de Copenhaguen, a Dinamarca. Treballant amb James Franck, de qui era assistenta, i George de Hevesy, va publicar una sèrie d'articles sobre l'ús de substàncies radioactives en biologia.
Es va comprometre amb el físic Hans Bethe el 1934, amb qui es coneixien des del 1925. No obstant això, la mare de Bethe, tot i que era jueva, s'oposava que el seu fill es casés amb una noia jueva, i ella va trencar el compromís uns dies abans que tingués lloc el casament. Levi no es va casar mai, tot i que es va fer amiga de molts dels físics que sí que van visitar l'institut, com Otto Frisch, George Placzek, Rudolf Peierls, Leon Rosenfeld, Edward Teller i Victor Weisskopf.
Levi va treballar com a ajudant de James Franck, i va publicar dos articles amb ell sobre la fluorescència de la clorofil·la, fins que va marxar de Dinamarca cap als Estats Units el 1935. Després esdevingué assistenta del químic i físic hongarès George de Hevesy. El recent descobriment de la radioactivitat induïda i la consegüent creació d'isòtops radioactius de curta vida van obrir una sèrie de nous usos per a les substàncies radioactives en biologia que va explorar amb De Hevesy, i va publicar diversos articles amb ell. La Universitat de Berlín va cancel·lar el doctorat de Levi el 1938. L'abril de 1940, els alemanys van ocupar Dinamarca. Quan els nazis van començar a detenir jueus danesos al setembre de 1943, Levi va ser un dels milers de jueus que van fugir a Suècia. Durant la resta de la guerra va treballar per al biòleg John Runnström a l'Institut Wenner-Gren de Biologia Experimental d'Estocolm.

## Vida posterior
Quan va acabar la guerra, De Hevesy va optar per quedar-se a Suècia i Bohr va decidir abandonar la investigació biològica a l'institut i va tornar a concentrar-se en la física. Levi va acceptar una plaça al Laboratori Zoofisiològic de Copenhaguen, amb August Krogh, que, com Bohr, havia guanyat un Premi Nobel. Va passar el curs acadèmic 1947–48 als Estats Units com a membre de l'Associació Americana de Dones Universitàries. En aquest període va aprendre a la Universitat de Chicago mètodes de biofísica experimental que no eren encara coneguts a Europa, entre els quals la tècnica de datació per radiocarboni acabada de descobrir. Va desenvolupar la nova tècnica d'autorradiografia mentre treballava per a la Comissió d'Energia Atòmica dels Estats Units a la Universitat de Rochester a Rochester, Nova York.
En tornar a Dinamarca, va treballar amb el Museu Nacional de Dinamarca a Copenhaguen per desenvolupar equips de datació per radiocarboni. Aquests nous aprenentatges van desbordar les aplicacions mèdiques i van interessar l'arqueologia, així que es van posar a prova l'any 1951, datant la mòmia anomenada Home de Grauballe. L'Institut Finsen va utilitzar llavors l'autorradiografia per investigar els efectes de l'agent de radiocontrast thorotrast. Levi va ser consultora del Consell Nacional de Salut Danès des de 1952 fins a 1970.
Levi es va retirar del Laboratori Zoofisiològic el 1979, però es va involucrar amb l'Arxiu Niels Bohr, on va recollir documents de De Hevesy. El resultat d'aquest treball va ser una biografia que es va publicar el 1985. Aquell any va organitzar l'Exposició del Centenari de Niels Bohr a l'Ajuntament de Copenhaguen. El 2001 va ser honorada per la Universitat Humboldt de Berlín, juntament amb altres estudiants que n'havien estat acomiadats el 1933. Va morir a Copenhaguen el 26 de juliol de 2003.